# 小柳町 (東京都府中市)
小柳町（こやなぎちょう）は、東京都府中市の地名。郵便番号は183-0013。

## 地理
府中市の南に位置する。東から時計回りで、府中市押立町、府中市府中市是政、府中市府中市清水が丘、府中市白糸台、に隣接する。 街区南側境界に多摩川が存在する。

## 世帯数と人口
2022年（令和4年）8月1日時点の世帯数と人口は以下の通りである。
| 町丁         | 世帯数    | 人口    |
| ------------ | --------- | ------- |
| 小柳町一丁目 | 576世帯   | 905人   |
| 小柳町二丁目 | 1,263世帯 | 2,351人 |
| 小柳町三丁目 | 522世帯   | 1,329人 |
| 小柳町四丁目 | 792世帯   | 1,594人 |
| 小柳町五丁目 | 991世帯   | 2,160人 |
| 小柳町六丁目 | 246世帯   | 544人   |
| 計           | 4,390世帯 | 8,883人 |

## 小・中学校の学区
市立小・中学校に通う場合、学区は以下の通りとなる。
| 丁目   | 番地      | 小学校                 | 中学校                 |
| ------ | --------- | ---------------------- | ---------------------- |
| 一丁目 | 1～5      | 府中市立府中第四小学校 | 府中市立府中第九中学校 |
| 一丁目 | 1～5以外  | 府中市立小柳小学校     | 府中市立府中第九中学校 |
| 二丁目 | 全域      | 府中市立小柳小学校     | 府中市立府中第九中学校 |
| 三丁目 | 全域      | 府中市立小柳小学校     | 府中市立府中第六中学校 |
| 四丁目 | 1～28以外 | 府中市立小柳小学校     | 府中市立府中第六中学校 |
| 四丁目 | 1～28     | 府中市立小柳小学校     | 府中市立府中第九中学校 |
| 五丁目 | 全域      | 府中市立小柳小学校     | 府中市立府中第六中学校 |
| 六丁目 | 全域      | 府中市立小柳小学校     | 府中市立府中第六中学校 |

## 交通

### 鉄道
| 街区内に設置されている駅         |
| -------------------------------- |
| 西武多摩川線 - 競艇場前駅(SW 05) |

### バス
- 府中市コミュニティバスちゅうバス

### 道路
- 神奈川県道・東京都道9号川崎府中線

## 施設
- 府中市立小柳小学校
- 府中市立小柳保育所
- 府中小柳町郵便局
- 小柳公園